# Viña Gisbert
Viña Gisbert es una casa de campo o viña situada en el kilómetro 13 de la carretera J5010 de Viñas de Peñallana, también conocida como carretera del Santuario, en el término municipal de la localidad española de Andújar, provincia de Jaén.

## Historia y descripción
En 1932 el maestro de obras José Corbella Pené recibió el encargo de proyectar en plena Sierra Morena, zona del actual parque natural de la Sierra de Andújar, una casa de campo o viña para Plácido Gisbert, presidente de la Junta Local de Patronales de Andújar, que se concluye en 1934.
Corbella, inspirado en las experiencias y los modelos divulgados por las revistas alemanas de arquitectura, diseñó una vivienda unifamiliar de segunda residencia en forma de edificio cúbico —influenciado por la Casa Müller de Adolf Loos (1930)—, de estilo funcional-racionalista despojado de todo accesorio ornamental, con las características ventanas apaisadas horizontales y barandillas de tubo metálico o de barco. Los diferentes espacios se articulan en torno a la escalera, que ocupa el centro de la planta, abundando en el concepto dinámico del espacio. Los volúmenes se muestran con limpieza en el exterior, configurando con libertad formas puras, rectas y curvas, espacios abiertos o terrazas, a veces en una composición voluntariamente asimétrica de macizo y hueco en plantas superpuestas, como en la fachada principal.

## Estatus patrimonial
Viña Gisbert es un inmueble catalogado como genérico, e inscrito colectivamente como tal en el Catálogo General del Patrimonio Histórico Andaluz por Resolución de 21 de febrero de 2006, de la Dirección General de Bienes Culturales de la consejería de Cultura de la Junta de Andalucía. Goza del nivel de protección establecido para dichos bienes en la Ley 14/2007, de 26 de noviembre, del Patrimonio Histórico de Andalucía,.